# Барон Канлифф
Барон Канлифф из Хэдли в графстве Суррей — наследственный титул в системе Пэрства Соединённого королевства. Он был создан 14 декабря 1914 года для Уолтера Канлиффа (1855—1920), управляющего Банком Англии с 1913 по 1918 год.
По состоянию на 2024 год носителем титула являлся его внук, Роджер Канлифф, 3-й барон (род. 1932), который стал преемником своего отца в 1963 году.

## Бароны Канлифф (1914)
- 1914—1920: Уолтер Канлифф, 1-й барон Канлифф (3 декабря 1855 — 6 января 1920), сын Роджера Канлиффа (1824—1895)[1];
- 1920—1963: Рольф Канлифф, 2-й барон Канлифф (13 мая 1899 — 24 ноября 1963), старший сын предыдущего[2];
- 1963 — настоящее время: Роджер Канлифф, 3-й барон Канлифф (род. 12 января 1932), старший сын предыдущего[3];
  - Наследник титула: достопочтенный Генри Канлифф (род. 9 марта 1962), старший сын предыдущего[4];
    - Наследник наследника: достопочтенный Люк Канлифф (род. 29 июня 1965), младший брат предыдущего[5].